# Casus belli
Casus belli (latin for grund til krig) er en begivenhed, som giver anledning til krig. Hvad der er casus belli har varieret gennem historien. I dag anses et væbnet angreb på en stat eller en beslutning i FN's sikkerhedsråd om en militæraktion som casus belli.